# Lasianthus vriesianus
Lasianthus vriesianus är en måreväxtart som beskrevs av Friedrich Anton Wilhelm Miquel. Lasianthus vriesianus ingår i släktet Lasianthus och familjen måreväxter. Inga underarter finns listade i Catalogue of Life.